# Horseheads
|  | Per a altres significats, vegeu «Horseheads North». |

Horseheads és una vila del Comtat de Chemung a l'Estat de Nova York dels Estats Units d'Amèrica.

## Demografia
Segons el cens dels Estats Units del 2000 Horseheads tenia 6.452 habitants, 2.862 habitatges, i 1.800 famílies. La densitat de població era de 643,7 habitants/km².
Dels 2.862 habitatges en un 26,3% hi vivien nens de menys de 18 anys, en un 47,9% hi vivien parelles casades, en un 11,9% dones solteres, i en un 37,1% no eren unitats familiars. En el 32,3% dels habitatges hi vivien persones soles el 15,4% de les quals corresponia a persones de 65 anys o més que vivien soles. El nombre mitjà de persones vivint en cada habitatge era de 2,24 i el nombre mitjà de persones que vivien en cada família era de 2,82.
Per edats la població es repartia de la següent manera: un 22,6% tenia menys de 18 anys, un 7% entre 18 i 24, un 26,3% entre 25 i 44, un 23,1% de 45 a 60 i un 21% 65 anys o més.
L'edat mediana era de 41 anys. Per cada 100 dones de 18 o més anys hi havia 84,1 homes.
La renda mediana per habitatge era de 35.915 $ i la renda mediana per família de 44.971 $. Els homes tenien una renda mediana de 36.774 $ mentre que les dones 22.776 $. La renda per capita de la població era de 20.779 $. Entorn del 4,6% de les famílies i el 8,8% de la població estaven per davall del llindar de pobresa.